# Ожур
Ожур (фр. Aujeurres) насеље је и општина у североисточној Француској у региону Шампањ-Арден, у департману Горња Марна која припада префектури Лангр.
По подацима из 2011. године у општини је живело 75 становника, а густина насељености је износила 5,8 становника/km². Општина се простире на површини од 12,94 km². Налази се на средњој надморској висини од 457 метара.

## Демографија
| 1962. | 1968. | 1975. | 1982. | 1990. | 1999. | 2011. |
| ----- | ----- | ----- | ----- | ----- | ----- | ----- |
| 97    | 99    | 107   | 108   | 94    | 56    | 75    |

График промене броја становника у току последњих година